# Берумбур
Берумбур (њем. Berumbur) општина је у њемачкој савезној држави Доња Саксонија. Једно је од 24 општинска средишта округа Аурих. Према процјени из 2010. у општини је живјело 2.568 становника. Посједује регионалну шифру (AGS) 3452003.

## Географски и демографски подаци
Берумбур се налази у савезној држави Доња Саксонија у округу Аурих. Општина се налази на надморској висини од 3 метра. Површина општине износи 6,4 km².

## Становништво
У самом мјесту је, према процјени из 2010. године, живјело 2.568 становника. Просјечна густина становништва износи 400 становника/km².